# Estado de Ecuatoria

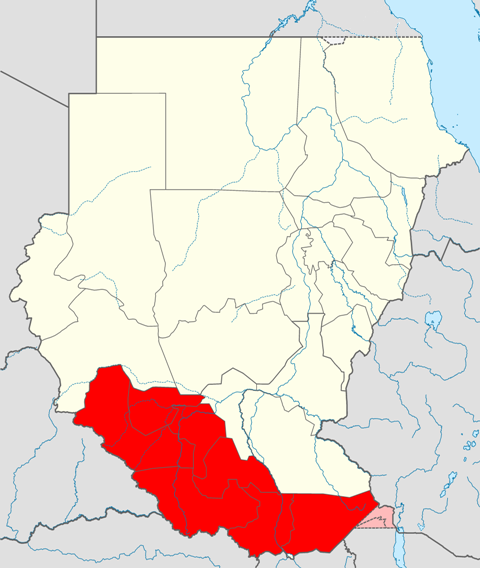
Ecuatoria entre 1919 y 1948

El estado de Ecuatoria fue una entidad administrativa de Sudán creada en 1991 con la región de Ecuatoria (entonces formada por dos provincias, Ecuatoria Oriental y Ecuatoria Occidental que no se corresponden exactamente con los dos estados de ese nombre surgidos en 1994). En 1994 se dividió en tres estados:
- Ecuatoria Occidental
- Ecuatoria Oriental
- Bahr al-Jabal (actual Ecuatoria Central)

## Gobernadores
- Satorlino Afika (1991-1993)
- Angelo Beda (1993-1994)

- Datos: Q21082279